# Chelsea Peretti
Chelsea Vanessa Peretti (Oakland, 20 de febrer de 1978) és una actriu, comediant i escriptora estatunidenca coneguda principalment per interpretar a Gina Linetti en la sèrie de comèdia de NBC, Brooklyn Nine-Nine.

## Carrera professional

### Escriptora
Chelsea ha escrit per a The Village Voice, Details, Playgirl, Jest, American Theatre Magazine, així com publicacions en línia com The Huffington Post.

## Vida personal
Chelsea Peretti va començar a eixir amb l'actor i director Jordan Peele en març de 2013, i es varen comprometre en novembre de 2015. En abril de 2016, Chelsea va anunciar en Instagram que s'havia fugat per a casar-se amb Peele.
En febrer de 2017, Chelsea va anunciar en Instagram que estava embarassada del seu primer fill. Peretti va donar a llum a un xiquet, Beaumont Gino, l'1 de juliol d'eixe mateix any.

## Filmografia

### Pel·lícules
| Any  | Títol                              | Paper                      | Direcció                                | Notes        |
| ---- | ---------------------------------- | -------------------------- | --------------------------------------- | ------------ |
| 2007 | Twisted Fortune                    | Rachel                     | Victor Varnado                          |              |
| 2011 | Guy Talk                           | Girl                       | Ryan Perez                              | Curtmetratge |
| 2014 | Women Aren't Funny                 | Ella mateixa               | Bonnie McFarlane                        | Documental   |
| 2016 | Popstar: Never Stop Never Stopping | Reportera morena de la CMZ | Akiva Schaffer i Jorma Taccone          |              |
| 2018 | Nit de jocs                        | Glenda                     | John Francis Daley i Jonathan Goldstein |              |
| 2019 | Friendsgiving                      | Claire                     | Nicol Paone                             |              |
| 2020 | The Photograph                     | TBA                        | Stella Meghie                           |              |
| TBA  | Spinster                           | Gaby                       | Andrea Dorfman                          | Protagonista |

### Televisió
| Any         | Títol                                     | Cadena                     | Paper                         | Notes                             |
| ----------- | ----------------------------------------- | -------------------------- | ----------------------------- | --------------------------------- |
| 2004        | Comedy Lab                                | Channel 4                  | La amiga de Eugene            | Personatge capitular              |
| 2006        | Cheap Seats: Without Ron Parker           | ESPN                       | Shonda                        | Personatge capitular              |
| 2009        | UCB Comedy Originals                      |                            | Ella mateixa                  | Programa de sketches              |
| 2009        | Bobby Bottleservice                       |                            |                               | Guionista                         |
| 2010        | Louie                                     | FX                         | Date                          | Personatge capitular              |
| 2010        | Sarah Silverman                           | Comedy Central             | Becky                         | Personatge capitular i guionista  |
| 2010        | WTF with Marc Maron                       | Public Radio Exchange      |                               | Guionista                         |
| 2011        | Comedy Central Presents                   | Comedy Central             |                               | Guionista                         |
| 2012        | Parks and Recreation                      | NBC                        | Zelda                         | Personatge capitular i guionista. |
| 2012        | The Couple                                |                            | Gigi                          | 2 episodis                        |
| 2008 – 2013 | The Smoking Gun Presents: World's Dumbest | TruTV                      | Ella mateixa                  | Presentadora                      |
| 2011 – 2013 | Funny as Hell                             |                            |                               | Guionista                         |
| 2013        | The Greatest Event in Television History  | Cartoon Network            | Jackie Rush                   | Personatge capitular              |
| 2013        | High School USA!                          | FOX                        | Andrea Kunssler               | Personatge capitular, Veu         |
| 2013        | Saturday Night Live                       | NBC                        |                               | Guionista                         |
| 2014        | Key & Peele                               | Comedy Central             | Art Show Presenter            | Personatge capitular              |
| 2011 – 2015 | China, IL                                 | Cartoon Network            | Crystal Peppers / Kim Buckett | Veu                               |
| 2013 – 2015 | Comedy Bang! Bang!                        | IFC                        | Delivery Woman / Trey Booth   | 2 episodis                        |
| 2013 – 2015 | Kroll Show                                | Comedy Central             | Varis Personatges             | Actriu, guionista i productora    |
| 2015        | Gravity Falls                             | Disney Channel / Disney XD | Darlene                       | Personatge capitular              |
| 2015        | Drunk History                             | Comedy Central             | Ann Druyan                    | Personatge capitular              |
| 2016        | The Big Fat Quiz of Everything            | Channel 4                  | Ella mateixa                  |                                   |
| 2016        | Animals.                                  | HBO                        | Angela                        | Personatge capitular, Veu         |
| 2016        | Brad Neely's Harg Nallin' Sclopio Peepio  |                            |                               | Personatge capitular              |
| 2016        | New Girl                                  | FOX                        | Gina Linetti                  | Artista invitada                  |
| 2016        | Bad Guys                                  |                            | Amant                         | Personatge capitular, Veu         |
| 2017        | Girls                                     | HBO                        | Chelsea                       | Personatge capitular              |
| 2016 - 2018 | Future-Worm!                              | Disney XD                  | Ennuisha                      | Veu                               |
| 2017 - 2018 | Big Mouth                                 | Netflix                    | Mónica (Veu)                  | Veu                               |
| 2018        | Alone Together                            | Freeform                   | Tamra                         | Personatge capitular              |
| 2018        | Another Period                            | Comedy Central             | Reportera                     | Personatge capitular              |
| 2018        | Inside Jokes                              |                            | Ella mateixa                  | 4 episodis                        |
| 2013 – 2019 | Brooklyn Nine-Nine                        | FOX / NBC                  | Gina Linetti                  | Personatge principal              |
| 2018 - 2019 | American Dad!                             | TBS                        | Dorothy / Angie               | 2 episodis, Veu                   |
| 2019        | Els Simpsons                              | FOX                        | Piper                         | Personatge capitular, Veu         |
| 2019        | Harvey Street Kids                        | Netflix                    | Maria                         | Veu                               |

### Web
| Any  | Títol                              | Crèdit                          | Funció       | Notes            |
| ---- | ---------------------------------- | ------------------------------- | ------------ | ---------------- |
| 2009 | Chelsea Peretti's All My Exes      | Creadora                        | Ella mateixa | 6 episodis       |
| 2014 | Chelsea Peretti: One of the Greats | Escritora, productora ejecutiva | Ella mateixa | Netflix Especial |

### Videojocs
| Any  | Títol               | Funció               | Notes |
| ---- | ------------------- | -------------------- | ----- |
| 2008 | Grand Theft Auto IV | Lori Williams -Jones | Veu   |